# Mianmar hívójelkörzetei
Mianmar jelenleg (2024) nincs felosztva hívójelkörzetekre.
Mianmar számára az ITU az X[Y..Z] hívójelprefixet határozta meg.
| Prefix  | Körzet | Hely/jelleg                                           | ITU zóna | CQ zóna | 1 szintű QTH lokátor |
| ------- | ------ | ----------------------------------------------------- | -------- | ------- | -------------------- |
| X[Y..Z] | [0..9] | Mianmar                                               | 49       | 26      | NL, NK               |
| 1Z      | [0..9] | Kivezetve - Karen State - Myanmar (Unofficial prefix) | 49       | 26      | NL, NK               |

## Lajstromjel
Vízi és légi járművek lajstromjelezéséhez az XY prefixet használják.